# راکیم
ویلیام مایکل گریفین جونیور ، معروف به رکیم و رکیم الله ، خواننده رپ و ترانه سرا و همچنین تهیه کننده ضبط است.از او به عنوان یکی از برترین رپر های تمام ادوار یاد می شود . وی به عنوان یکی از با نفوذترین و ماهرترین  MC  ها در تمام دوران شناخته می شود . از دیگر القاب معروف راکیم میتوان به THE GOD MC اشاره کرد .

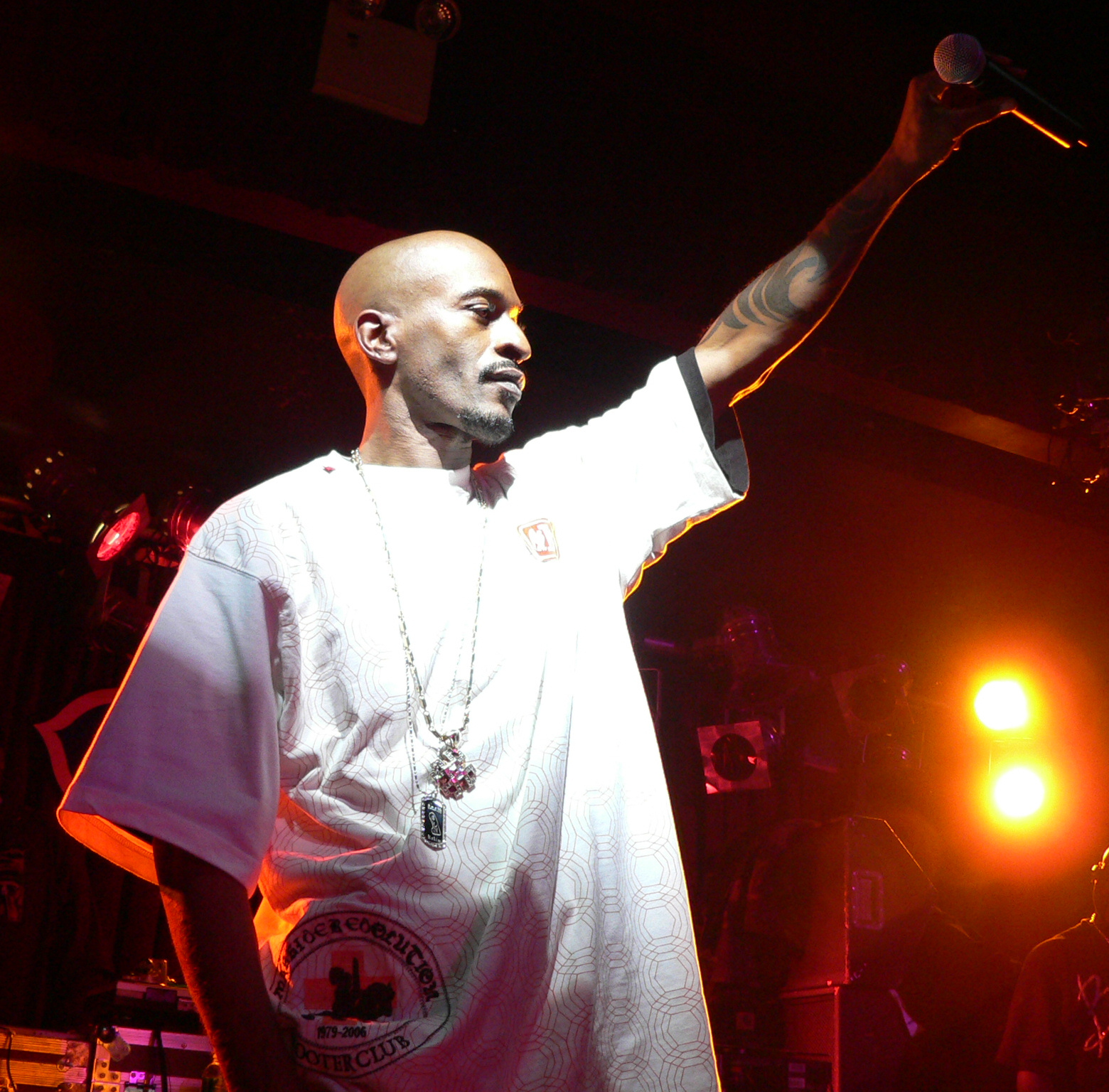
راکیم الله در کنسرت

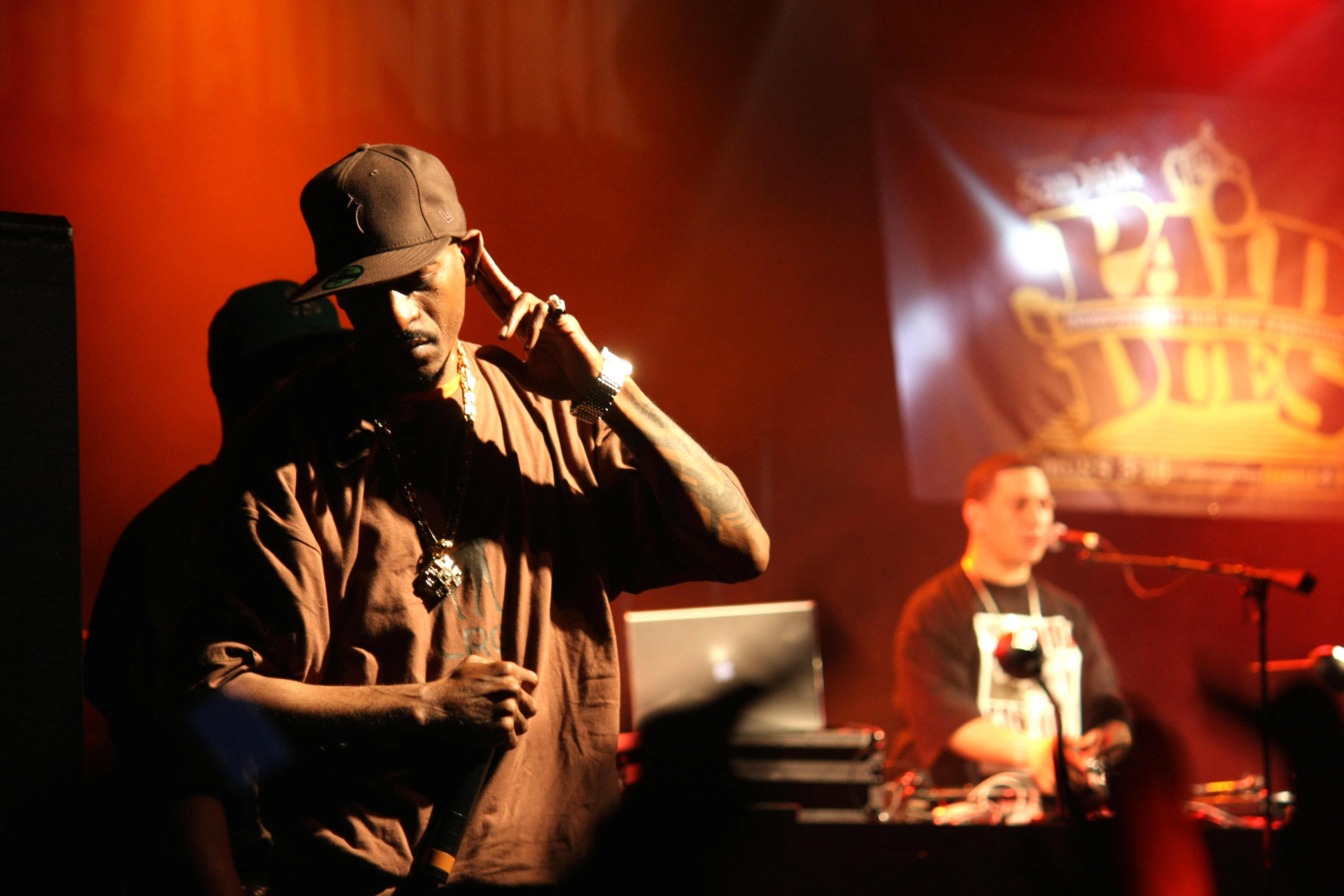
Rakim

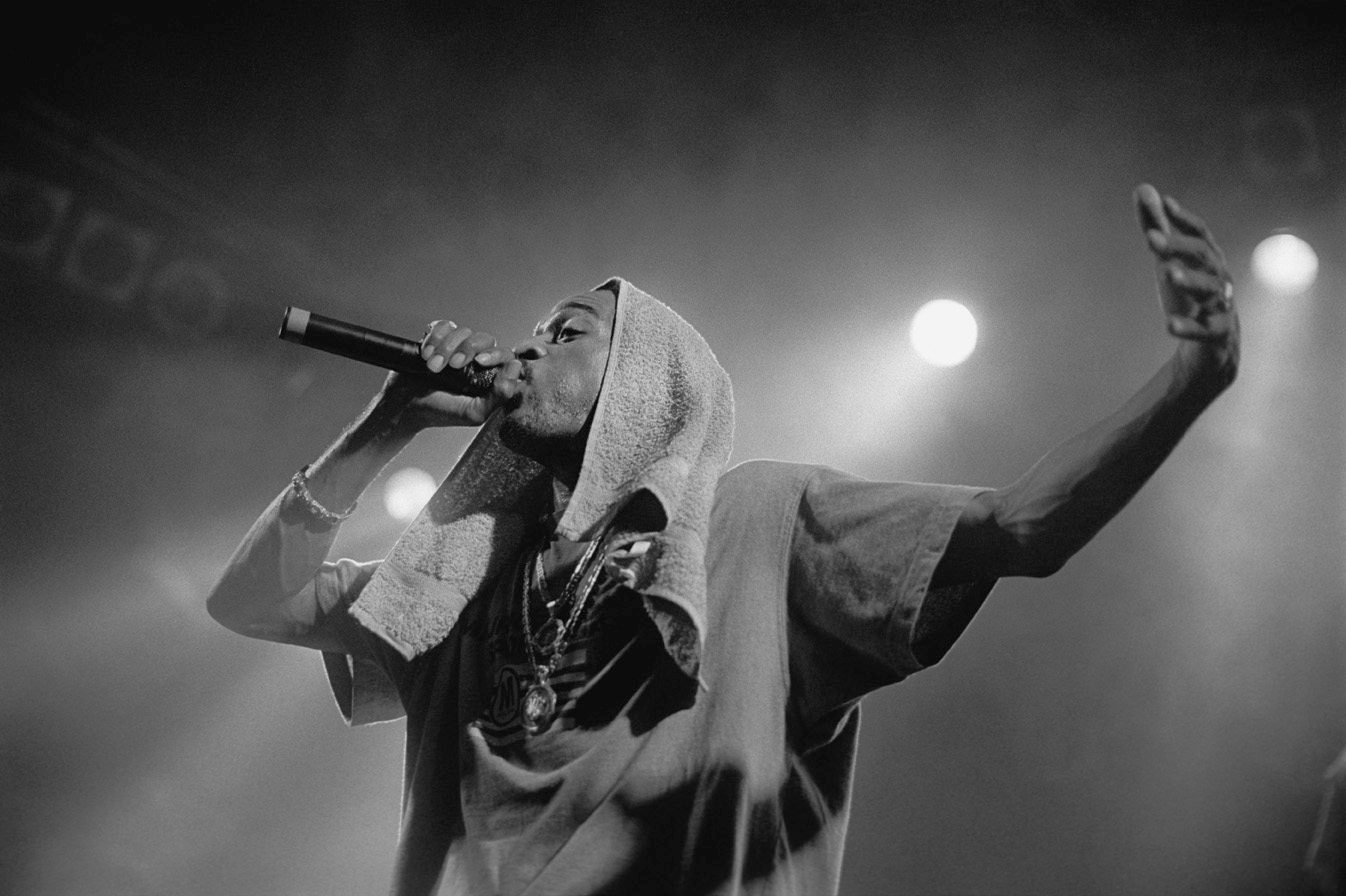
RAKIM ALLAH

او نیمی از گروه دو نفره Eric B and Rakim بوده است.

## آلبوم ها
آلبوم هایی که با Eric B تهیه شده اند از راکیم :
Paid in Full (1987)
Follow the Leader (1988)
Let the Rhythm Hit 'Em (1990)
Don't Sweat the Technique (1992)
آلبوم های انفرادی راکیم :
- The 18th Letter (1997)
- The Master (1999)
- The Seventh Seal (2009)